# Santiago Gregorio Escobar
Santiago Gregorio Escobar (Rosario de Lerma, provincia de Salta, 1943) fue un cantante folklórico argentino, muy recordado por su participación en el grupo Los Cantores del Alba. 
Comenzó su carrera en 1962 en Los Gauchos de Güemes con tan solo 18 años. En 1965, con 21 años, reemplazó a Tomás "Tutú" Campos en Los Cantores del Alba, junto a Javier Pantaleón, Horacio Aguirre y Gilberto Vaca. 
Su debut fue en Montevideo, donde fue toda una curiosidad ya que al ser menor de edad tuvieron que pedir autorización a su padre. Apodado "el pila" Escobar, o "Quirquincho", como se lo nombra en la baguala "Salta Canta Así". Su primer LP con el grupo fue "Cantemos Folklore", de 1965, con la participación especial del coro de niños del Teatro Colón de Buenos Aires, donde se destacan canciones como "Zamba de Vargas", "Pala, Pala", "Soldado Correntino", "Mama Vieja" o "Ay Carnaval".
En 1966 el LP "Salta Carpera" mostraría al grupo con un estilo más salteño carpero, es decir, fiestero, donde "Carpas de Salta" fue premiado con disco de oro. Solamente el Chango Nieto y Hernán Figueroa Reyes la habían grabado anteriormente, pero luego de la versión de Santiago Escobar, que según muchos dijeron, era tan bien interpretada, nadie más quiso grabarla. Santiago Escobar se destaca en los temas "En Las Carpas" y "Contrapuntos en Bagualas", donde intercala de manera exquisita un "duelo de bagualas" con Javier Pantaleón. En este LP también descuellan canciones como "Chacarera del Rancho", "La Comparsa" o "La Alhajita". El álbum es considerado como uno de los que más folklore puro ha conseguido en la música argentina. 
En 1967 se ratificaría con "Mas Cantores" y aquí Santiago Escobar aparece en particular en "La Macabra", una chacarera que en la actualidad no es registrada por la gente y hasta resulta desconocida. "Lamento Mataco" fue la canción del año 1967 con disco de oro incluido. "Zamba del silbador", "Luna de Azahar", "Chaya Borracha" y "Al Jardín de la República" se destacan como favoritos del LP.
El 1968 fue el año del adiós para Escobar, quien grabara el místico LP "Valses y Serenatas", donde grabó valses célebres como "Puentecito de mi Rio", "Mantelito Blanco" "El Beso" o "Silba el Viento" y su voz quedó sellada en la grabación original de "Serenata Otoñal" y dio su adiós al conjunto donde dejó un gran legado en una parte bastante importante en pleno auge del grupo. 
Su vida después de Los Cantores del Alba es toda una incógnita. Algunos afirman que siguió su carrera como solista en Salta hasta que, a principios de los años 70 se radicó en los Estados Unidos, en algún lugar de la ciudad de Nueva York o en sus cercanías, donde aparentemente siguió dedicado a la música por al menos una década más (el New York Times lo menciona en un breve artículo de 1981). Lo último que se sabía de él es que trabajaba como supervisor en Federal Express, en una ciudad del estado de Nueva York. Falleció el 13 de enero de 2022, en Estados Unidos.

## Discografía
1. Cantemos Folclore - Los Cantores del Alba y el coro de niños del teatro Colón - 1965.
2. Salta Carpera - 1966.
3. Los Cantores del Alba - Mas Cantores - 1967.
4. Valses y Serenatas (1) - 1968.

(1) Este disco contiene 12 temas, 10 fueron grabadas por Santiago Escobar y 2 por Tomás Tutú Campos 